# イングリッシュ・エレクトリック キャンベラ
キャンベラ
飛行するキャンベラ T.4 WJ992号機
(1989年7月20日撮影)
- 用途：爆撃機
- 分類：軽爆撃機
- 製造者：イングリッシュ・エレクトリック社
- 運用者

  -  イギリス空軍
  -  インド空軍
  -  オーストラリア空軍 他
- 初飛行：1949年5月13日
- 生産数：1,352機
- 運用開始：1951年5月
- 退役：2006年7月（イギリス空軍）
- 運用状況：退役（民間では数機が運用中）
- 派生型： マーティンB-57 キャンベラ

キャンベラ（English Electric Canberra）は、イギリスのイングリッシュ・エレクトリック社が開発しイギリス空軍に採用されたジェット軽爆撃機である。初飛行は1949年で、2006年にイギリス空軍では退役した。
速度性能や高高度性能、低空での操作性を評価され、イングリッシュ・エレクトリック社は爆撃機型を土台に偵察機型や練習機型も開発した。また、アメリカ合衆国やオーストラリアにも採用され、各国でライセンス生産された。

## 開発と特徴
イギリス空軍は第二次世界大戦中の1943年からデ・ハビランド モスキートのようなジェット高速爆撃機を求めていた。キャンベラの開発は1945年にイギリス航空省から出された要求仕様B.3/45に始まる。要求内容はアブロ ランカスターの航続力とデハビランド モスキートの爆弾搭載量及び軽快性を兼ね備え、ジェット戦闘機と同等かそれ以上の速度と高高度性能を求めた厳しいものであった。
イングリッシュ・エレクトリック社は第二次世界大戦でハンドレページ ハンプデンやハンドレページ ハリファックスの製造を行っており、戦後もデ・ハビランド バンパイアを製造して技術を高めてきていた。1944年にはウェストランド・エアクラフトのウィリアム・テディ・ペッターを社に招き、仕様B.3/45の開発に向けて動き出した。そして、1945年9月に航空省に計画を提出し、翌年1月には航空省から試作機製造の契約を結ぶところまでこぎ着けた。

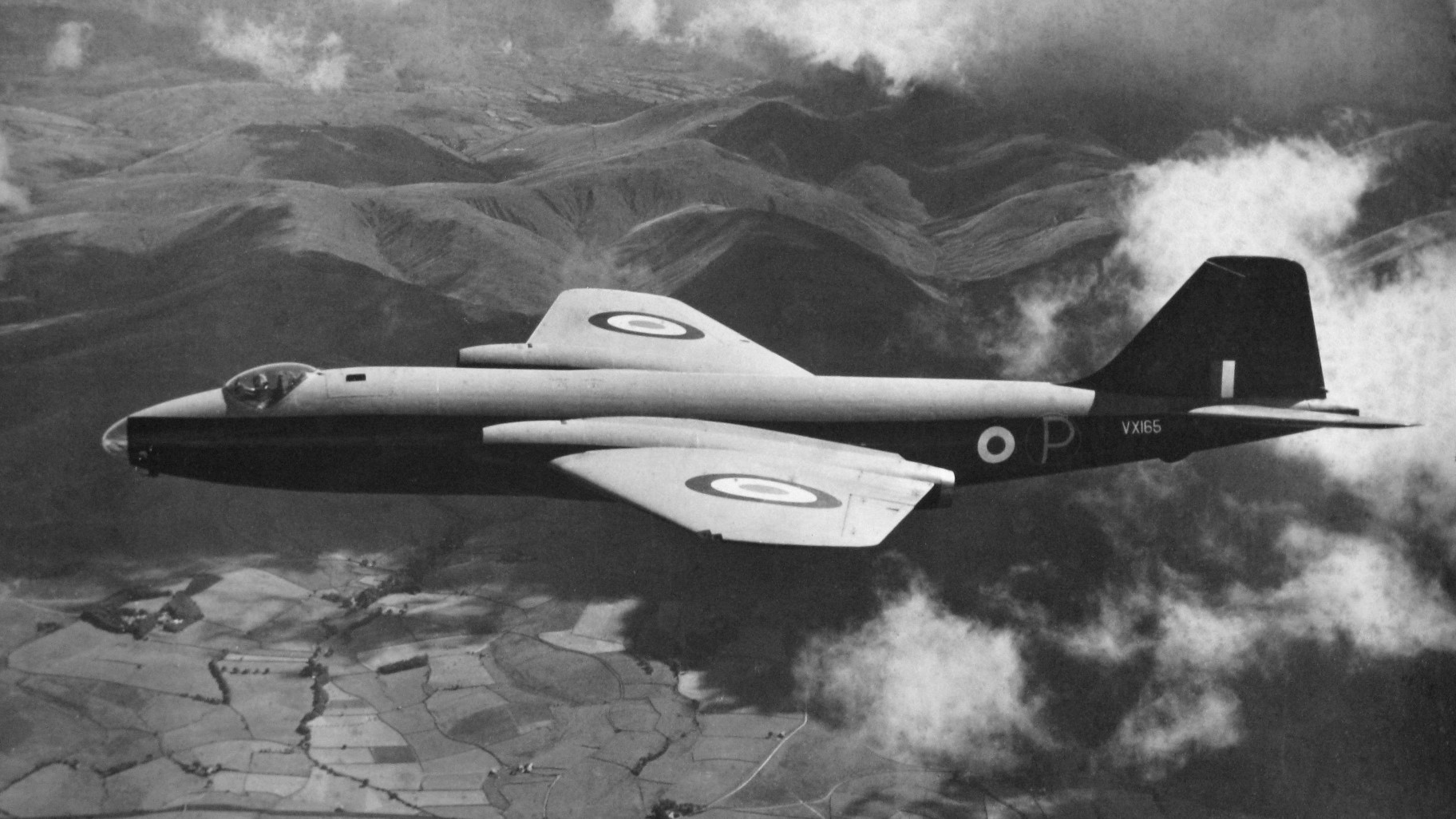
キャンベラ B.2の試作機

高高度性能を満たすため、エンジンはロールス・ロイスで開発中のターボジェットエンジン、エイヴォンを選定した。簡素で当時としては一般的な設計は、グロスター ミーティアに似ていたが、ミーティアの拡大版というわけではなかった。試作機のA.1は、1949年4月29日に完成した。構想段階では後退翼の採用も検討されたが、角ばった楕円翼のような低アスペクト比直線翼が選ばれた。両翼それぞれの中央に埋め込む形でエンジン・ナセルを配し、エンジンはエイヴォン RA.2を搭載した。同年5月13日に初飛行し、軽快な運動性と優れた性能を示した。エイヴォンの製造中止を警戒してロールス・ロイス ニーンを搭載した試作機も製造された。
なお、レーダー照準システムの搭載を前提として開発されていたことから、試作機の搭乗員はパイロットと航法士の2名だったが、このレーダー照準システムは結局実用化されなかったため、量産機では爆撃手が追加で搭乗することとなり、機首に目視爆撃用のキャノピーが追加された。
1949年9月にファーンボロー国際航空ショーでお披露目され、名称は最初の海外顧客でイギリス連邦の構成国オーストラリアの首都キャンベラにちなんだ。キャンベラがイギリス空軍に引き渡される以前からアメリカとオーストラリアが興味を示していた。
キャンベラは当時のほとんどの戦闘機より優れた性能を有しており、特にその高速性と高高度運用能力から迎撃できる戦闘機がほとんどいなかった。後にイギリス空軍に配備されたホーカー ハンターやブリティッシュファントムでさえ、高高度域でも高い運動性を発揮するキャンベラは手強い訓練相手であった。そのためいくつかの記録を樹立しており、1955年と1957年にはロケットモーターを取り付けた改造機が高度世界記録を樹立している。

## 派生型

### B.2/PR.3/T.4

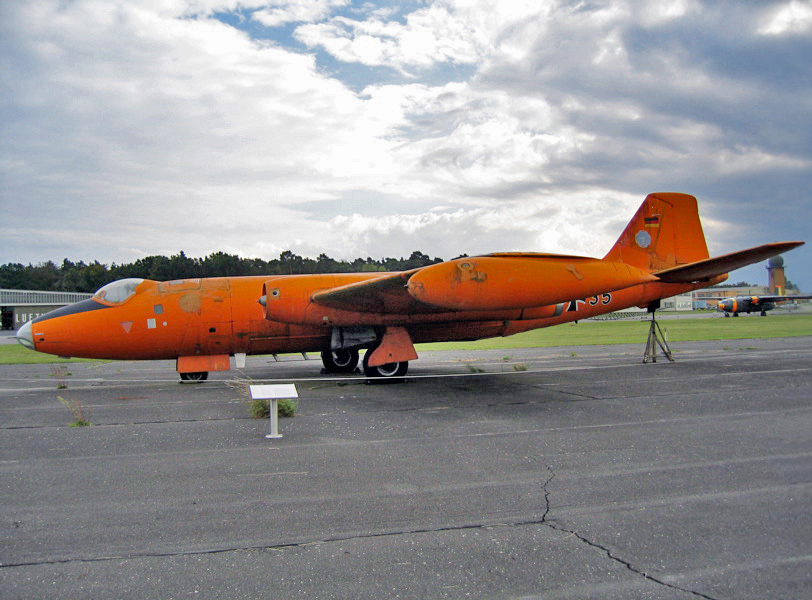
西ドイツ空軍のキャンベラ B.2

1950年4月にイギリス空軍向けに爆撃機型のキャンベラ B.2が完成し、1951年5月にはイギリス空軍へ引き渡された。B.2はエイヴォン 101 (RA.3)を搭載した。
翼下パイロンと固定武装を持たず、2,720 kgの爆弾を搭載可能で、爆弾層は胴体下部に前後に2つに分けられていた。機内は与圧式で3名が搭乗し、それぞれにマーチンベーカー Mk.1 射出座席が用意されてあった。航法士と爆撃手はパイロットの後部に座り、爆撃手は爆撃時に射出座席を離れ機首の爆撃照準席へ移動することになっていた。
PR.3はB.2に続き、胴体を36センチ延長して爆弾を搭載せず燃料タンクを追加装備し計7台のカメラを搭載した写真偵察機型として完成した。偵察機型の航続距離は5,770 kmとなった。また、爆撃照準器の箇所にカメラのファインダーが設置された。機種転換練習機型のT.4はB.2から機首の爆撃手用キャノピーを廃した代わりにコックピットを並列複座にし、操縦系統も二重になった。
イングリッシュ・エレクトリック社だけでは量産に限りがあったため、アブロ社、ハンドレページ社、ショート・ブラザーズ社なども製造し、B.2だけで422機が生産された。

### B.6/PR.7
PR.3をもとにターゲット・マーキング爆撃機型のB.5が計画された。ターゲット・マーキングとは、照明弾あるいは焼夷弾を投下して後に続く重爆撃機の部隊に爆撃目標を知らせるというものであり、かつてはモスキートに割り当てられていた。B.5は翼内燃料タンクを装備したウェット・ウィングとダンロップ製のブレーキ・システム（初期のABS）を採用し、エイヴォン 109にアップグレードされる予定であった。
しかしターゲット・マーキング任務は時代遅れで、結局、試作機のみで生産されることはなかった。このB.5の開発を生かし、B.6が開発され、1953年8月11日に初飛行した。
B.6はエンジンをアップグレードし、4,500 kg相当の爆弾を搭載可能である。
PR.7は写真偵察機型でB.6と同様のアップグレードを行って開発され、B.6と並行して生産された。B.6はイングリッシュ・エレクトリック社とショート・ブラザーズ社で49機、PR.7は82機が生産された。

### B(I).6/B(I).8

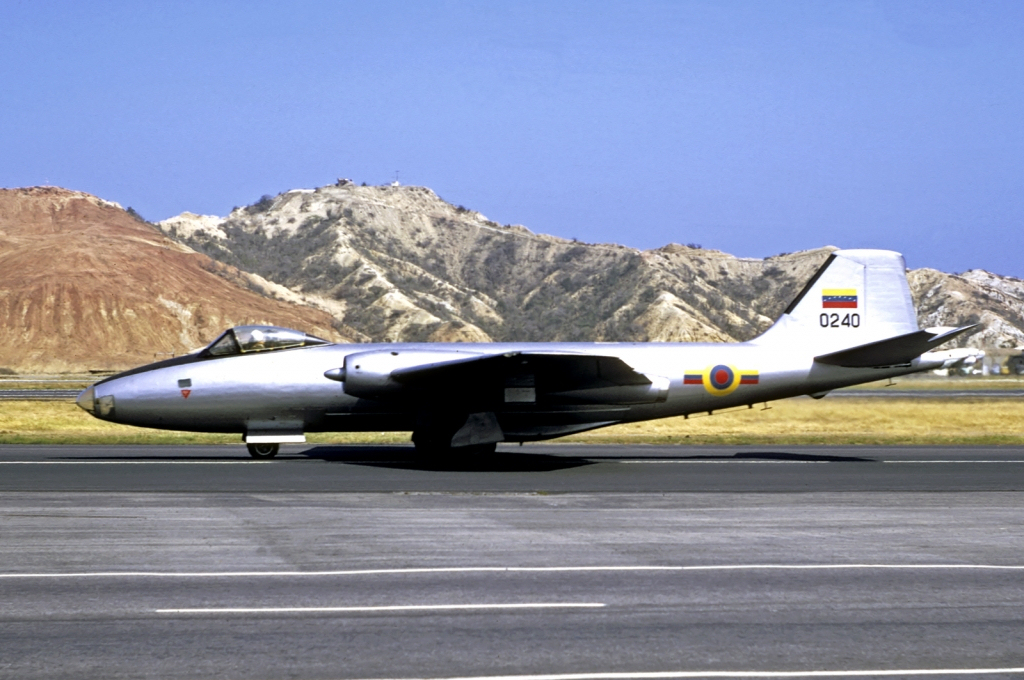
ベネズエラ空軍のキャンベラ B(I).8

キャンベラは高高度爆撃機として設計されていたが、イギリス空軍は低空侵攻で戦術爆撃を行う阻止攻撃機(Interdictor)の役割も求めた。そこで、ボールトンポール社においてB.6の爆弾倉を改造したB(I).6が暫定型として開発され、1955年3月31日に初飛行した。
B(I).6は爆弾倉の前部に2,250kg相当の爆弾を搭載し、後部にイスパノ Mk. V 20 mm 機関砲4門のガンパックを収容する。翼下パイロン2つを追加装備し、450 kg爆弾2発か2インチ SNEB ロケット弾37発収容したロケット弾ポッド2基を装備する。機関砲の照準はパイロットが行う。
B.5の試作機を転用して着脱式機関砲パックの装備などB(I).6の改造を盛り込み、低空での運用に最適化するため前部胴体を改修したB(I).8が1954年7月23日に完成した。武装は同じだが、前部胴体は搭乗員を考慮して座席やキャノピー配置が変更された。新たにティア・ ドロップ型キャノピーが左へオフセットで配置され、そこにパイロットが座り、航法士は右側に座った。パイロットの座席にはマーチン・ベーカー Mk 2が装備されたが、航法士はハッチから脱出する必要があったため、油圧動作の風除けが備えられた。最前部の爆撃手用キャノピーはそのままであったが、実際の爆撃照準はパイロットが行った。
B(I).6は24機の生産で終了したが、B(I).8はショート・ブラザーズ社での製造を含め、164機が生産された。

### PR.9

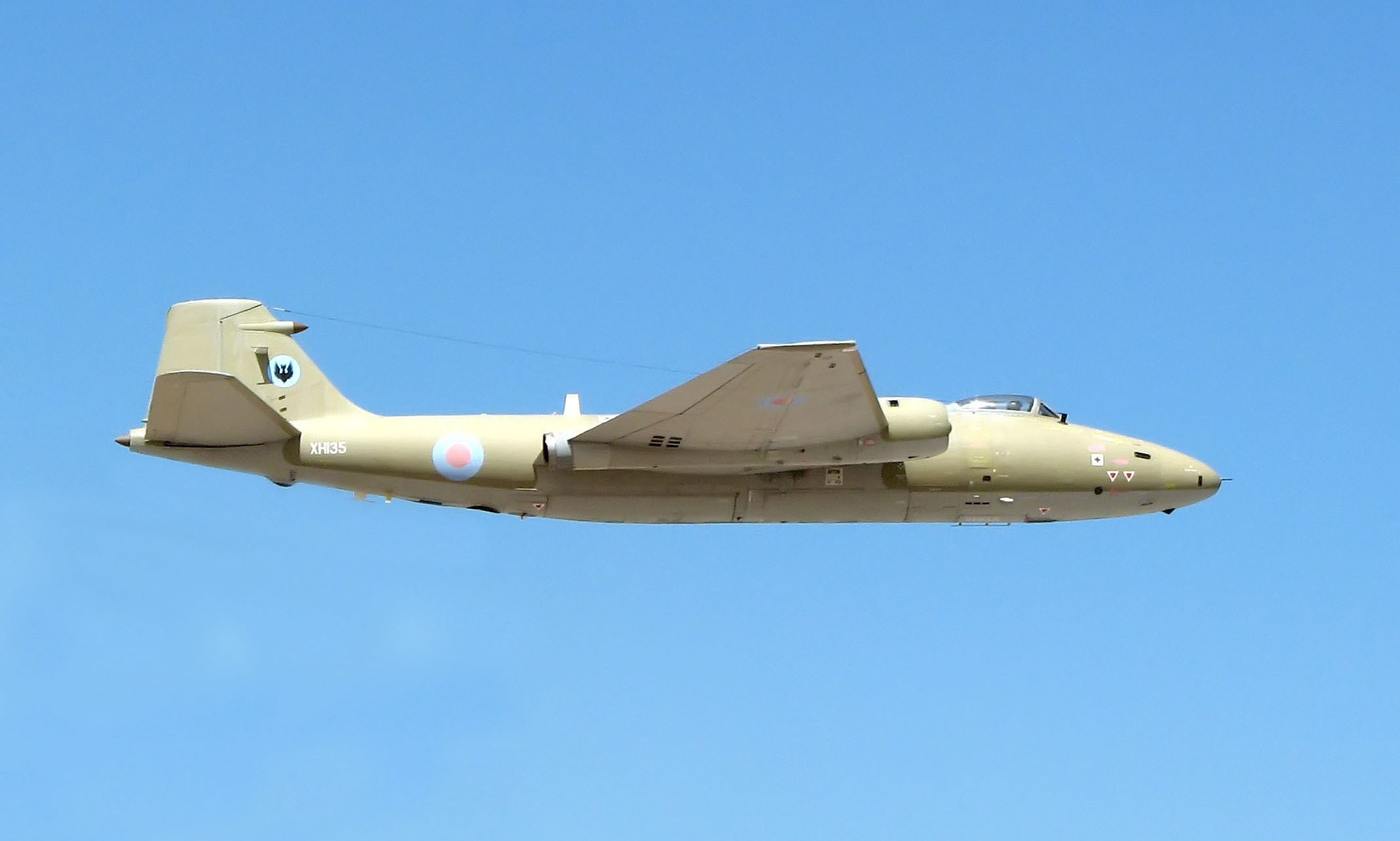
イギリス空軍のキャンベラ PR.9

より高高度性能を高めたPR.7 WH793がネイピア社で開発され、1955年7月8日にデモ飛行を行った。主翼は中央の翼弦を増し、エンジンはエイヴォン RA.28へ換装され、尾翼も大型化された。上昇限度は大差なかったが、上昇率は大きく改善された。これに興味を示したイギリス空軍はイングリッシュ・エレクトリック社にPR.9として発注し、B(I).8で改修された前部胴体の構造を引き継ぎ、爆撃手用のキャノピーを撤去した機首に航法士が座る射出座席を設置した他、操縦補助動力を追加した。PR.9は1958年7月27日に初飛行し、ショート・ブラザーズ社で23機が生産された。

### B.15/B.16
B.6の主翼下に翼下パイロンを2つ追加して450 kg爆弾2発またはロケット弾ポッド2基の兵装搭載能力を得た型式。増槽も翼端に2本装備可能。少数が各飛行隊に配備された。

### 特殊任務型

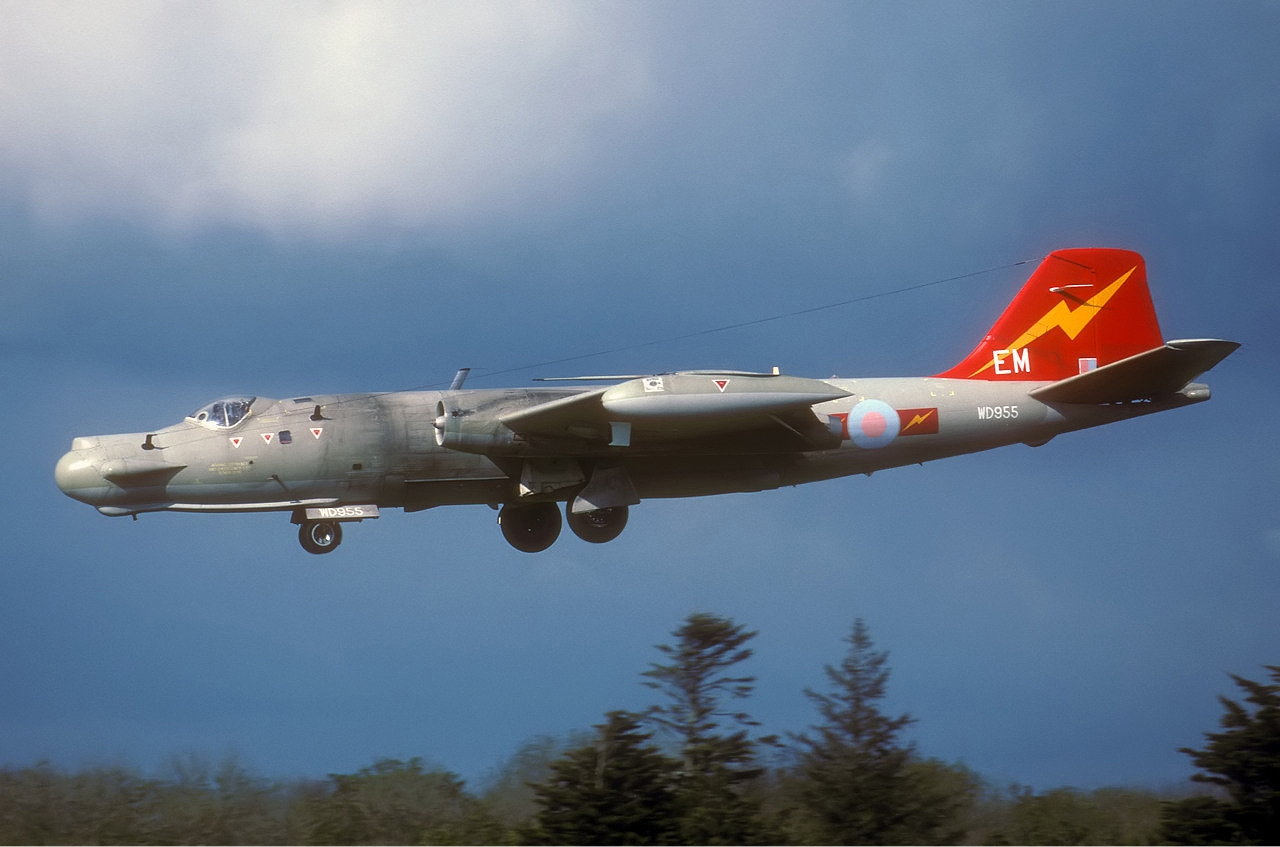
キャンベラ T.17A

キャンベラはその優秀な性能から、さまざまな特殊任務用に改造された。その主なものには、無人標的機U.10（後にD.10と改称）、グロスター ジャベリンのレーダー操作員訓練機T.11、高高度航法援助施設点検機E.15、電子戦訓練機T.17（後にT.17Aに能力向上）、標的曳航機TT.18が挙げられる。また、少なくとも103機のキャンベラが各種エンジンやミサイルなどの装備品試験用テストベッドとして使用された。さらに、電子情報収集機としてソビエト連邦国境付近で諜報活動を行っていた改造機もあるが、その詳細は現在でも公開されていない。
- SC.9 - ショート社によって改造されたPR.9。AI.23レーダーが装備され、レッドトップ空対空ミサイル試験用にIRシーカーを機首に埋め込んだ。レーダーミサイル開発作業に使用された。
- SD.1 - ショート社によって改造されたPR.3。AQM-37ジェイホークミサイル改造のSD.2を2基搭載するために改造され大型ロケットとして実験に用いられた。

### 輸出向け
キャンベラは広く輸出され、イギリス空軍から引退した機体が輸出されたケースも多い。

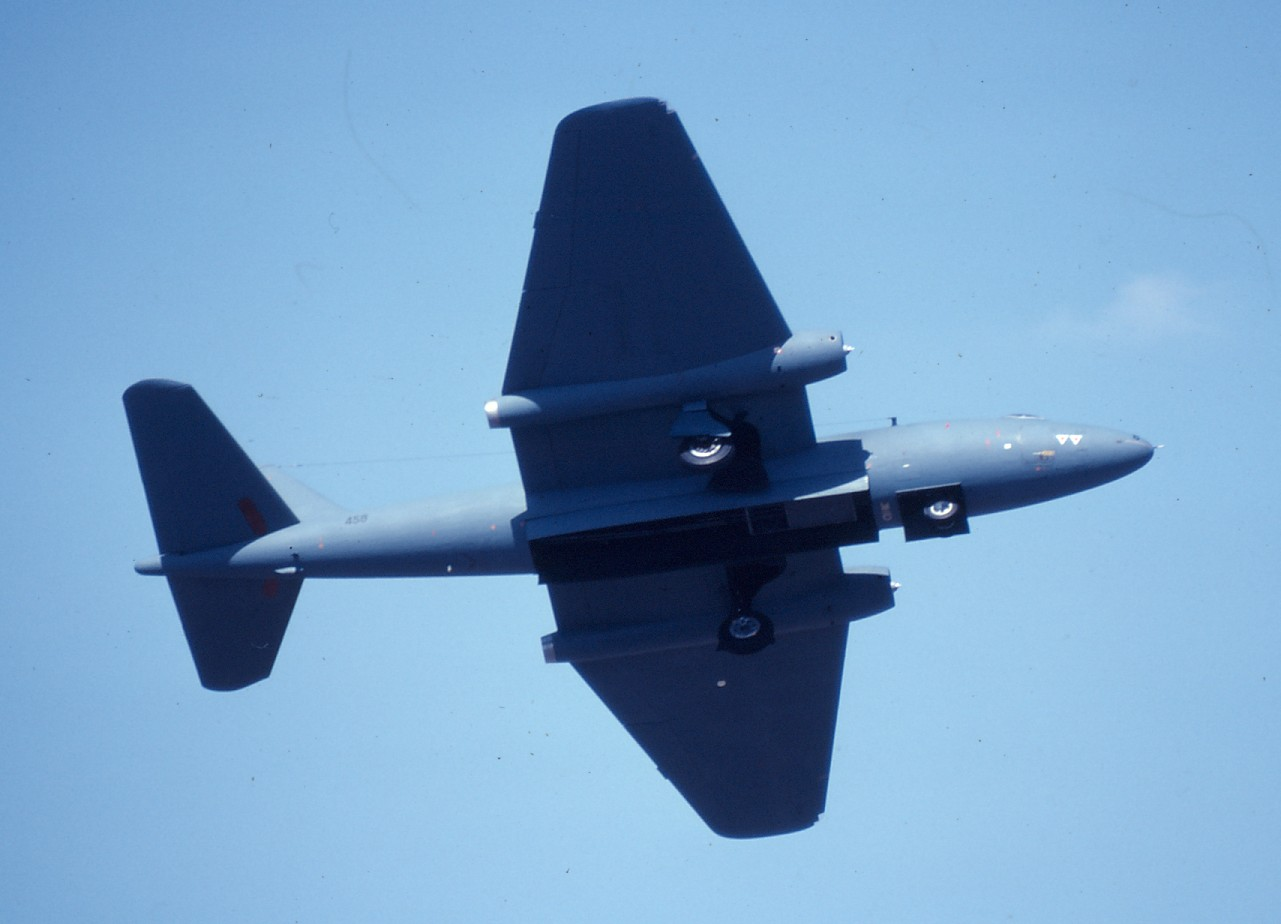
南アフリカ空軍のB(I).12型

- B(I).12 - ニュージーランド、南アフリカ共和国向けのB(I).8。
- T.13 - ニュージーランド向けのT.4に類似した練習機型。1機はT.4から改造され、もう1機は新造された。
- 20 - オーストラリア向けのB.2。オーストラリアの政府航空機工場 (Government Aircraft Factories：GAF)（英語版）でライセンス生産されたものが大半。Mk.20とも表記される。B.20ともされるが正確には誤り[2]。2機が輸入され、48機がオーストラリアで生産。
- T.21 - オーストラリア向けT.4。B.2や20から改造。
- B.52 - エチオピア向けに輸出されたB.2。
- B(I).56 - ペルー向けに輸出されたB(I).6。
- PR.57 - 熱帯用に改造の上インド向けに輸出されたPR.7。
- B(I).58 - 熱帯用に改造の上インド向けに輸出されたB(I).8。
- B.62 - アルゼンチン向けに修理の後輸出されたB.2。10機再生。
- T.64 - アルゼンチン向けに修理の後輸出されたT.4。2機再生。
- B(I).66 - インド向けに修理の後輸出されたB(I).6。10機再生。
- PR.67 - インド向けに修理の後輸出されたPR.7。2機再生。
- B(I).68 - ペルー向けに修理の後輸出されたB(I).8。1機再生。
- B.92 - アルゼンチン向けに改修され、輸出予定だったB.2。1機輸出予定であったが禁輸となった。
- T.94 - アルゼンチン向けに改修され、輸出予定だったB.2。1機輸出予定で、禁輸とはならなかったものの輸出されなかった。
- Tp 52 - スウェーデンにおけるB.2の制式名称。のちにELINT任務のためT.11に改造された。

### B-57 キャンベラ

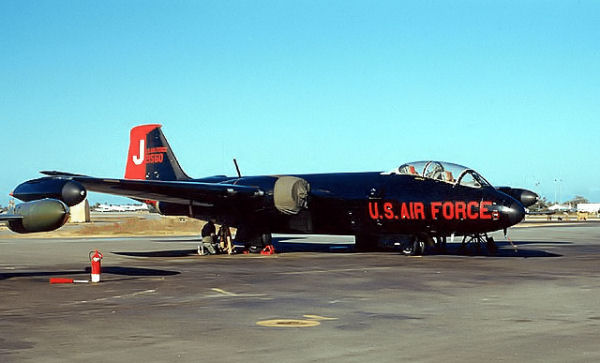
B-57B キャンベラ

キャンベラの優れた性能に着目したアメリカ空軍は、1951年にA-26 インベーダーの後継機としてキャンベラを採用、B-57と命名しマーティン社がライセンス生産を行った。同社は、エンジンをJ65（アームストロング・シドレー サファイアのライセンス生産型）に変更、12.7 mm 機銃8挺と翼下パイロン4つを追加、XB-51で取り入れた回転式爆弾庫の導入、B型以降コックピットをタンデム複座とするなど、アメリカ空軍の要求に合わせて独自の設計変更を実施した。
また偵察型のRB-57も生産された。主翼を延長した高高度偵察機型RB-57DはU-2が配備されるまで共産圏への高高度偵察飛行に使用された。続くRB-57FはRB-57Dの整備を行っていたジェネラル・ダイナミクスの手で開発され、主翼を大幅に長くして当時もっとも高く飛べる航空機となり、U-2には搭載できない大型の偵察機器を積載することができる利点があったが、既にアメリカでの偵察任務はCIAによるU-2での運用に一本化されていたため、そのほとんどは大気標本採取装置を装備した気象偵察機として使用された。

## 運用史

### イギリス
1955年までに、爆撃機型装備の30個飛行隊と偵察機型装備の7個飛行隊が配備された。西ドイツ、マルタ、キプロス、シンガポール、香港などに派遣された。マラヤ連邦でマラヤ共産党が武装蜂起すると、スピットファイアやモスキートの後に続いてキャンベラが送られた。非常事態宣言が解除される1960年までキャンベラは爆撃任務に従事した。一方、1956年にエジプトがスエズ運河の国有化を宣言し、第二次中東戦争が勃発したため、マルタとキプロスを基地にキャンベラが投入された。
キャンベラの爆撃機型はPR.9よりも先にイギリス空軍から退役し、残ったPR.9は2001年のアフガニスタン侵攻やイラク戦争の際に作戦投入された。キャンベラ PR.9は、2006年7月のロイヤル・インターナショナル・エア・タトゥーに参加の後、退役した。しかし、旧型軍用機の保存協会が所有し、動態保存されている機体が残されている。

### オーストラリア

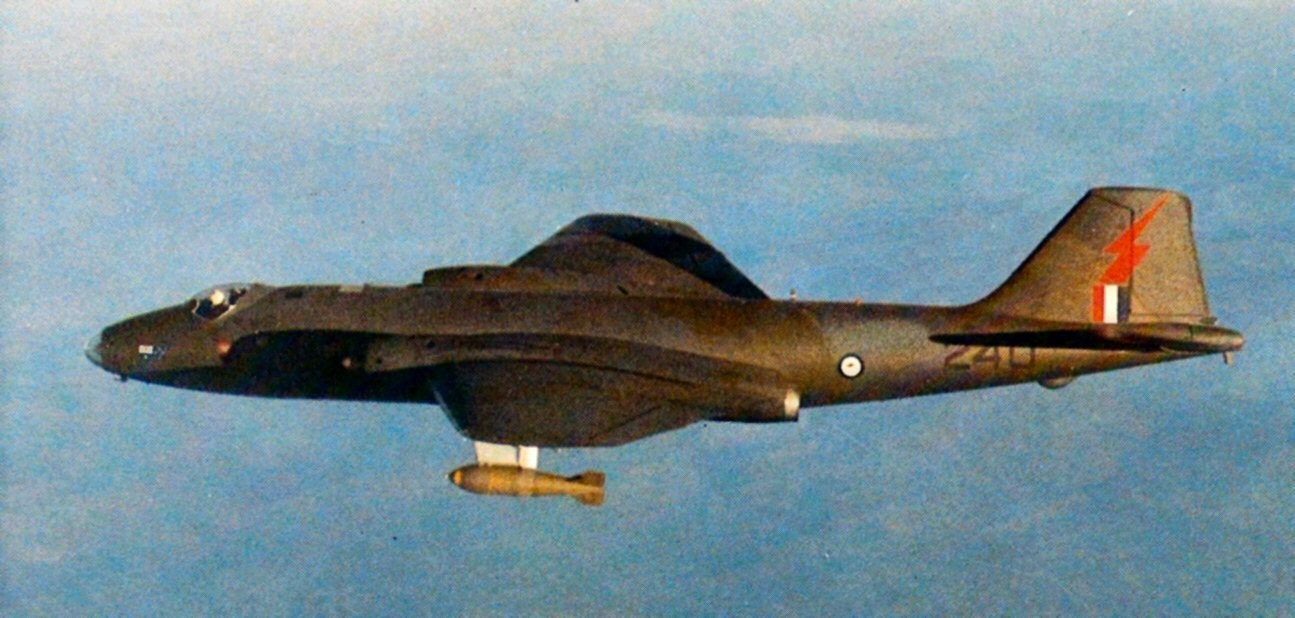
ベトナムで爆撃任務を行う、オーストラリア空軍のキャンベラB.20。
翼端増槽を装着する部分に、500ポンド爆弾を搭載可能としている。

1951年から1953年にかけて4機のキャンベラ B.2がオーストラリア空軍向けに送られた。オーストラリアでは燃料タンクの増設など小改良を施し、キャンベラ B.20としてメルボルンのGAF (Government Aircraft Factories：政府航空機工場)でライセンス生産された。GAFでは合計48機が生産されたが、後期型はエンジンを換装している。また、何機かは訓練機型に改修され、T.21となっている。
オーストラリア空軍のキャンベラは1965年に勃発したベトナム戦争において、第2飛行隊がベトナムに移動し、アメリカ空軍第35戦術戦闘航空団の指揮下で作戦に投入された。その後、偵察機や標的機に改修され、最終的に1982年で退役した。

### アメリカ合衆国

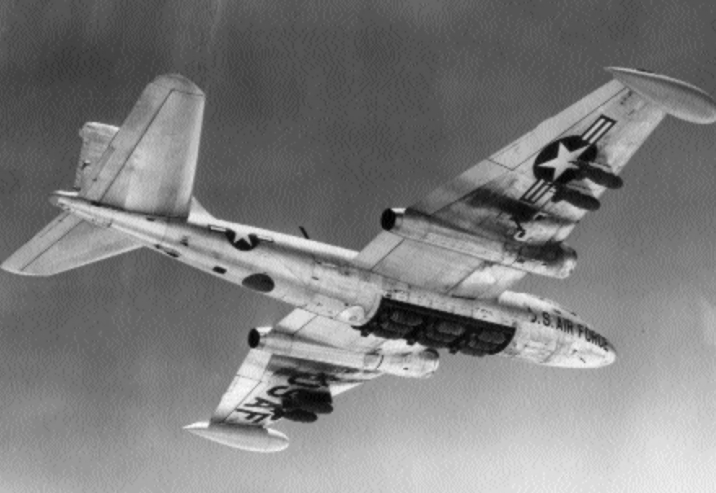
胴体の爆弾倉と主翼下ハードポイントに爆弾を搭載したB-57

アメリカ空軍のB-57はベトナム戦争の初期から参戦し、同戦争の航空戦に投入された初めてのジェット機となった。南ベトナム空軍も少数のB-57Bを同戦争に投入している。B-57は1971年までベトコンの補給路に対する夜間阻止攻撃を主任務に活動していた。
RB-57DはSACに配備され、U-2が登場するまでつなぎの役目を十分に果たした。U-2は1956年6月、初めてソビエトへの偵察任務を成功させるが、アメリカ空軍のルメイ将軍も1956年11月に6機のRB-57を在日米軍基地に移動させソビエトへの偵察任務を命令した。それを察知したアイゼンハワー大統領は激怒し空軍によるRB-57を用いたソビエトへの偵察任務を1956年12月以降禁止し、以降はヨーロッパに配備され1964年まで東欧圏の偵察飛行を行っていた。RB-57も地対空ミサイルに対しては完全ではなく、U-2と同じようにソビエトのSA-2ミサイルによって撃墜されるケースがあった。
アメリカ空軍では1982年に退役したが、アメリカの民間軍需会社が運用する標的機などとして配備され、アメリカ軍の標的機として使用されている機体など、現在も運用されている機体が複数存在する。

NASAのWB-57F

NASAではWB-57F 3機が高高度観測機として使用されている。コロンビア号事故後のスペースシャトル打上げ時に外部燃料タンクから断熱材が落下しなかったかどうか観察する目的で飛行したほか、2014年9月にはファルコン9ロケットの超音速逆噴射試験の様子を撮影するために使われており、まだ現役で活躍している。
また、2017年8月21日の日食では移動する月の影から長時間観測するため、機首にカメラを内蔵した望遠鏡を搭載し、2機でリレー式に追尾した。
なお、B-57はパキスタン空軍と中華民国空軍にも供与された。パキスタン空軍のB-57は第二次印パ戦争でインドへの爆撃を敢行し（インドもイギリス製のキャンベラを保有し、爆撃任務にあたらせていた）、中華民国空軍では、1958年以降CIAからダイヤモンドビルという作戦名で、RF-84やU-2とともに偵察型RB-57Dが黒猫中隊の初期装備として配備され、中国大陸への偵察に用いられた。

### アルゼンチン

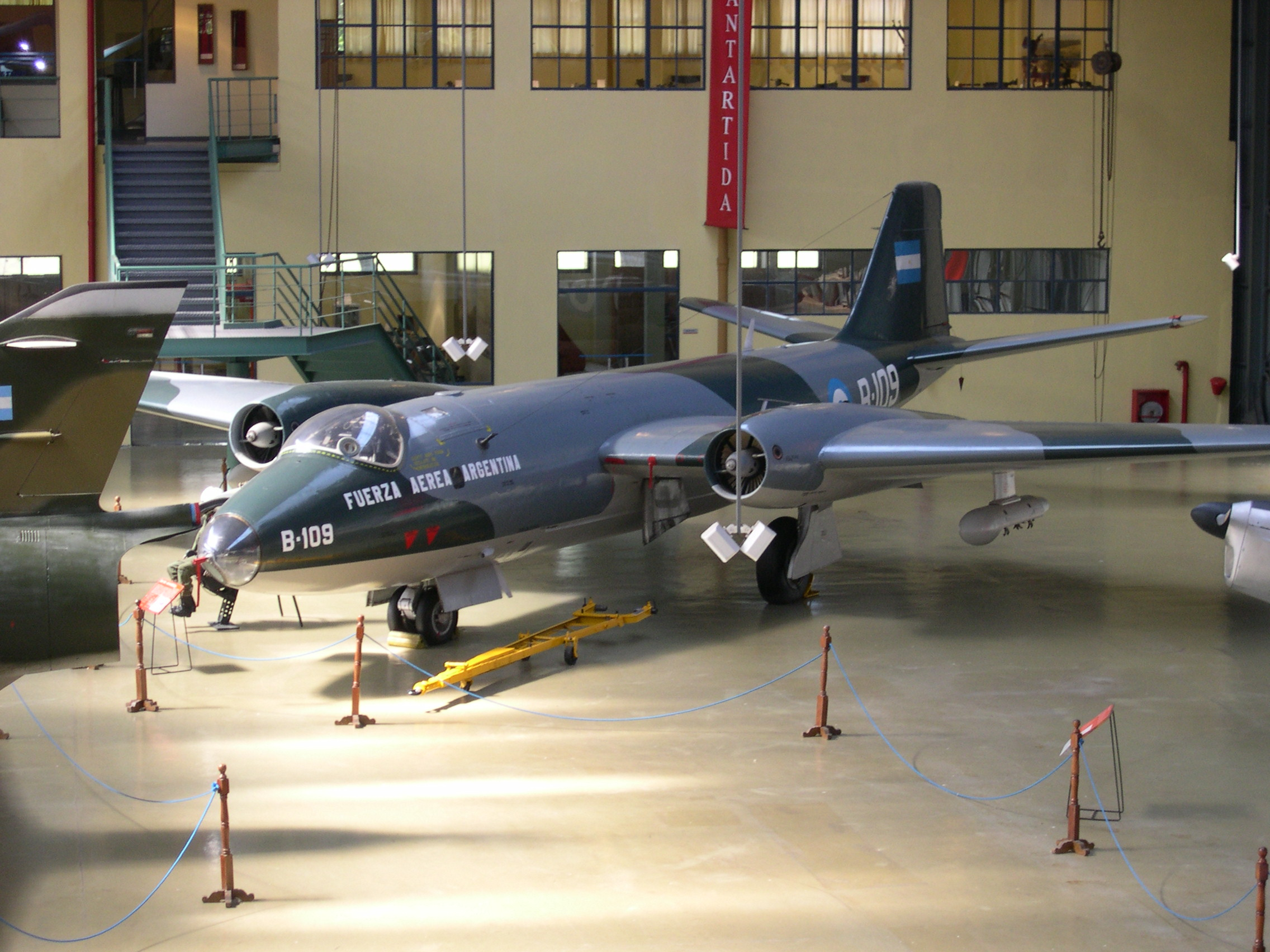
ブエノスアイレス州モロンの国立航空博物館に展示される、アルゼンチン空軍のキャンベラB.62。
主翼下のパイロンに訓練爆弾ディスペンサーを装備している。

1982年に製造国であるイギリスとの間で勃発したフォークランド紛争では、稼働可能な6機が実戦配備され、イギリス海軍の機動艦隊やフォークランド諸島に上陸したイギリス陸軍部隊への攻撃で使用された。いずれもイギリス海軍のシーハリアーによる要撃や駆逐艦のシーダート対空ミサイルによる迎撃で攻撃前に撃墜、攻撃を阻止されることが多く、殆ど活躍できずに終わり、最終的に3機が撃墜されている。

### その他
この他にも、インドが印パ戦争やコンゴ動乱で、南アフリカが南アフリカ国境戦争で、ローデシアがローデシア紛争で実戦に投入している。

## 運用国

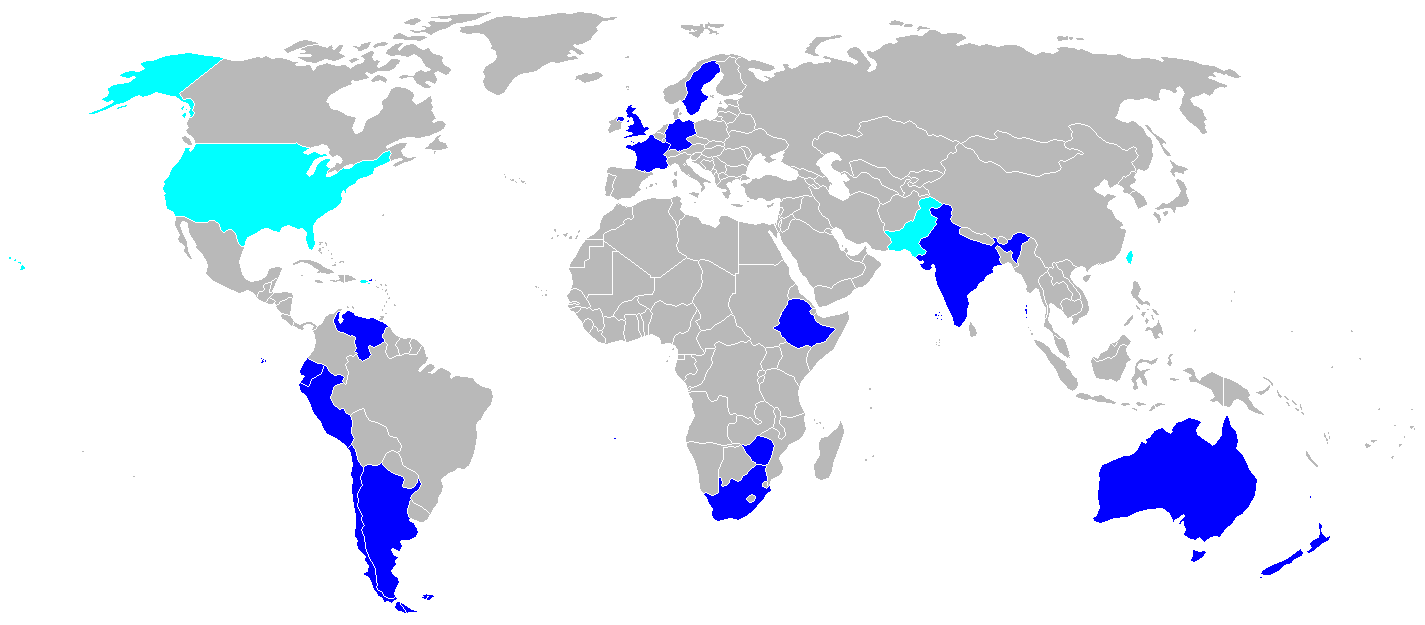
キャンベラ（濃青）、B-57（薄青）

- イギリス
  - イギリス空軍 (782)
  - 艦隊航空隊 (69)
- インド
  - インド空軍 (107)
- オーストラリア
  - オーストラリア空軍 (58)
- アメリカ合衆国 (2) - B-57
  -  中華民国 - B-57
  -  パキスタン - B-57
- アルゼンチン
- チリ
- エクアドル
- エチオピア
- フランス
- 西ドイツ
- ニュージーランド
- ペルー
- 南アフリカ共和国
- スウェーデン
- ベネズエラ
- ジンバブエ

## 諸元
B.6
出典: Combat Aircraft Recognition
諸元
- 乗員: 3
- 全長: 19.96 m （65 ft 6 in）
- 全高: 4.77 m （15 ft 8 in）
- 翼幅: 19.51 m（64 ft 0 in）
- 翼面積: 89.19 m2 （960 ft2）
- 空虚重量: 9,820 kg （21,650 lb）
- 運用時重量: 20,865 kg （46,000 lb）
- 最大離陸重量: 24,948 kg （55,000 lb）
- 動力: ロールス・ロイス エイヴォン R.A.7 Mk.109 ターボジェット、36 kN （7,400 lbf）  × 2

性能
- 最大速度: 580 mph, 933 km/h （Mach 0.88 at 40,000 ft (12,192 m)）
- 戦闘行動半径: 700 nm, 1,300 km （810 mi）
- フェリー飛行時航続距離: 2,940 nm, 5,440 km （3,380 mi）
- 実用上昇限度: 15,000 m （48,000 ft）
- 上昇率: 17 m/s （3,400 ft/min）
- 翼面荷重: 234 kg/m2 （48 lb/ft2）
- 推力重量比: 0.32

武装

キャンベラ B(I).8

- * 固定武装： 20 mm イスパノ Mk.V 航空機関砲 後部爆弾倉装備型 4門（500発） もしくは 7.62 mm (0.30 in) 機関銃ポッド 2門
- 搭載量：B.2型は爆弾倉のみに2,720kg分の爆弾を搭載可能。B.6型は4,500kgまで増加。B.15/B.16で各450kgを搭載できるパイロンを追加。阻止攻撃型は爆弾層に1,814kg分、ハードポイントに450kgの装備を搭載可能。
- その他の機材 :カメラは写真偵察機型に7台を収容。
  - ロケット：
    - 無誘導ロケットポッド 2基 および 51 mm (2 in) ロケット 37発
    - マトラ ロケットポッド 2基 および 68 mm SNEBロケット 18発

  - ミサイル：いくつかのミサイルを搭載可能
  - 爆弾：
    - 爆弾倉：227 kg (500 lb) 爆弾 9発 もしくは 454 kg (1,000 lb)　爆弾 6発
    - パイロン：227 kg 爆弾 4発 もしくは 454 kg 爆弾 2発(B.2とB.6型にはパイロン未装備で胴体内に2,720kg分の爆弾を搭載)

  - 核爆弾：いくつかの戦術核兵器を搭載可能
    - WE.177A（英語版）Mod.1 10kt核爆弾(282kg) 15発、レッドベアードMk.1(794kg) 5発、B28RI核爆弾(Mod.2 70kt)(771kg) 5発、B43核爆弾(960kg) 4発、B57核爆弾(227kg) 4発、マーク 7 核爆弾(730kg) 6発
    - 偵察用カメラ7台(偵察機型)
    - 翼端増槽2本

## 現存する機体
| 型名                 | 番号                                 | 機体写真 | 所在地                                    | 所有者                                                              | 公開状況 | 状態     | 備考 |
| -------------------- | ------------------------------------ | -------- | ----------------------------------------- | ------------------------------------------------------------------- | -------- | -------- | --- |
| B.2                  | WD935 EEP-71015                      | 写真     | イギリス サウスヨークシャー州             | サウスヨークシャー航空機博物館                                      | 公開     | 静態展示 | 機首部のみ現存。 |
| B.2 TT.21            | WD939 A84-307 EEP-71020              | 写真     | オーストラリア ヴィクトリア州             | 国立ベトナム退役軍人博物館                                          | 公開     | 修復中   | イギリスから供与された1番目の機体。 |
| B.2 T.17 T.17A       | WD955 EEP-71037                      |          | ノルウェー ヌールラン県                   | ノルウェー航空博物館                                                | 非公開   | 保管中   | 博物館の格納庫に保管されている。 |
| B.2                  | WD956 EEP-71038                      |          | イギリス ウスターシャー州                 | イギリス空軍デフォード博物館                                        | 公開     | 静態展示 | 操縦席部のみ現存。 |
| B.2 T.21             | WD983 A84-125 EEP-71053              | 写真     | オーストラリア クイーンズランド州         | アンバーリー航空遺産センター                                        | 公開     | 静態展示 | この機体のある博物館はアンバーリー空軍基地内にあるため決まった日程のみ見学可能。 |
| B.2 T.17A            | WH646 EEP-71118                      |          | イギリス ウォーウィックシャー州           | ミッドランド航空博物館                                              | 公開     | 静態展示 | 機首部のみ現存。 |
| B.2 T.17             | WJ565 EEP-71148                      |          | イギリス サウスヨークシャー州             | サウスヨークシャー航空機博物館                                      | 公開     | 静態展示 | 機首部のみ現存。 |
| B.2 B.62             | WH702 B-105 EEP-71165                |          | アルゼンチン ブエノスアイレス州           | アストル・ピアツォッラ国際空港                                      | 公開     | 静態展示 | |
| B.2                  | WH707 R2504 (RhAF) EEP-71173         | 写真     | ジンバブエ ミッドランズ州                 | グウェル軍用機博物館                                                | 公開     | 静態展示 | かつての様子 |
| B.2 Tp 52 Tp 52 T.11 | WH711 52001 (FV) EEP-71180           |          | スウェーデン ハッランド県                 | スヴェディノ自動車・航空博物館                                      | 公開     | 静態展示 | Tp 52は英国から研究用に買ったB.2につけられた名称で、のちにELINT用にT.11へ改造された。買った2機のうちの1機。 |
| B.2                  | WH725 EEP-71200                      |          | イギリス ケンブリッジシャー州             | ダックスフォード帝国戦争博物館                                      | 公開     | 静態展示 | |
| B.2 T.17             | WH740 EEP-71226                      | 写真     | イギリス レスターシャー州                 | イースト・ミッドランズ・エアロパーク                                | 公開     | 静態展示 | |
| B.2 T.17             | WH863 SH.1620                        |          | イギリス ノッティンガムシャー州           | ニューアーク航空博物館                                              | 公開     | 静態展示 | 操縦席部分のみ現存。 |
| B.2 TT.18            | WH887 EEP-2385 SH.1644               |          | イギリス ノーザンプトンシャー州           | サイウェル航空博物館                                                | 公開     | 静態展示 | 機首部のみ現存。 |
| B.2 T.19             | WH903 SH.1646                        |          | イギリス ノースヨークシャー州             | ヨークシャー航空博物館                                              | 公開     | 静態展示 | |
| B.2 T.19             | WH904 SH.1647                        |          | イギリス ノッティンガムシャー州           | ニューアーク航空博物館                                              | 公開     | 静態展示 | |
| B.2 Tp 52 Tp 52 T.11 | WH905 52002 (FV) SH.1648             |          | スウェーデン エステルイェータランド県     | 空軍博物館                                                          | 公開     | 静態展示 | Tp 52は英国から研究用に買ったB.2につけられた名称で、のちにELINT用にT.11へ改造された。買った2機のうちの1機。 |
| B.2 TT.18            | WJ574 HP.161B                        |          | アメリカ フロリダ州                       | ヴァリアント航空軍団ウォーバード博物館                              | 公開     | 静態展示 | |
| B.2 B.62             | WJ609 G-27-163 B-109 HP.176B         |          | アルゼンチン ブエノスアイレス州           | 国立航空博物館                                                      | 公開     | 静態展示 | |
| B.2 T.4              | WJ613 R2175 (RhAF) HP.180B           |          | 中国 北京                                 | 中国空軍航空博物館                                                  | 公開     | 静態展示 | |
| B.2 B.62             | WJ616 B-101 HP.183B                  | 写真     | アルゼンチン コルドバ州                   | 空軍下士官学校                                                      | 公開     | 保管中   | |
| B.2 TT.18            | WJ639 HP.206B                        |          | イギリス タイン・アンド・ウィア州         | ノースイースト陸海空博物館群                                        | 公開     | 静態展示 | |
| B.2 TT.18            | WJ680 EEP-71324 HP.223B              |          | オーストラリア ニューサウスウェールズ州   | テモラ航空博物館                                                    | 公開     | 飛行可能 | A84-234号機の塗装がされている。 |
| B.2 B.62             | WJ713 B-102 EEP-71233                | 写真     | アルゼンチン コルドバ州                   | オリーヴァ・マルヴィナス国立博物館                                  | 公開     | 静態展示 | |
| B.2 B.62 T.4         | WJ875 B-112 EEP-71371                | 写真     | アルゼンチン エントレリオス州             | 南太平洋英雄記念碑 (Recordatorio de los Héroes del Atlantico Sur)   | 公開     | 静態展示 | パラナ市中央の川の下を通るトンネル入り口の交差点中央にある円形の広場に設置されている。 |
| B.2 T.11 T.19        | WJ975 R3/EA3/6600                    | 写真     | イギリス サウスヨークシャー州             | サウスヨークシャー航空機博物館                                      | 公開     | 静態展示 | 機首部のみ現存。 |
| B.2                  | WK130 R3/EA3/6644                    |          | ドイツ バーデン＝ヴュルテンベルク州       | ジンスハイム技術博物館                                              | 公開     | 静態展示 | |
| B.2                  | WK137 R3/EA3/6651                    |          | ドイツ バーデン＝ヴュルテンベルク州       | 国際航空博物館                                                      | 公開     | 静態展示 | |
| B.2                  | WK138 R3/EA3/6652                    |          | ドイツ ベルリン都市州                     | ベルリン＝ガトウ飛行場軍事史博物館                                  | 公開     | 静態展示 | |
| B.2 TT.18            | WK142 EEP-13535                      | 写真     | アメリカ アリゾナ州                       | 記念空軍                                                            | 公開     | 保管中   | A・V・ロー社が製造した機体。ファルコン飛行場にある。 |
| B.2 B.6              | WK163 EEP-71399                      |          | イギリス サウスヨークシャー州             | ヴァルカン・トゥ・ザ・スカイ・トラスト                              | 非公開   | 修復中   | 1957年8月28日に70,310フィートの最高高度記録を樹立した。以前の修復の際にB.6の機首とエンジンを用いた。2006年の飛行後にエンジンが不調となったため、機体各部もふくめ修復されている。かつての様子。                   |
| B.2                  | WK165 R3/EA3/6679                    |          | オーストラリア サウスオーストラリア州     | 南オーストラリア航空博物館                                          | 公開     | 静態展示 | |
| B.2 B.6 B(I).8       | WT327 EEP-71417                      |          | アメリカ ワシントン州                     | 高高度マッピングミッション社 (High Altitude Mapping Missions, Inc.) | 非公開   | 飛行可能 | |
| B.2 B(I).8           | WV787 8799M EEP-71644                | 写真     | イギリス ノッティンガムシャー州           | ニューアーク航空博物館                                              | 公開     | 静態展示 | 空軍に在籍した33年間全てを試験機として運用された機体。エンジンの換装試験機のほか、B(I).8試作機、T.22のテストベッドとしても運用された。                                                                           |
| PR.3 B.5             | VX185 EEP-71016                      |          | イギリス イーストロージアン州             | 国立飛行博物館                                                      | 公開     | 静態展示 | B.5の試作機に改造されたあと、大西洋往復飛行の記録を作った。後にVX185号機自体はB(I).8の機種に付け替えられたが、機首は記録達成時の塗装のまま科学博物館に移動された。現在は科学博物館から移動され左記博物館にある。 |
| PR.3                 | WE139 EEP-71110                      |          | イギリス ロンドン                         | イギリス空軍博物館ロンドン館                                        | 公開     | 静態展示 | |
| PR.3                 | WF922 EEP-71227                      |          | イギリス ウォーウィックシャー州           | ミッドランド航空博物館                                              | 公開     | 静態展示 | 良好な状態での保管に加え、精密な修復を得たことによりエンジンや方向舵が可動状態にある。 |
| T.4                  | WE188 EEP-71164                      |          | イギリス カンブリア州                     | ソルウェイ航空博物館                                                | 公開     | 静態展示 | |
| T.4                  | WH846 EEP-71290                      |          | イギリス ノースヨークシャー州             | ヨークシャー航空博物館                                              | 公開     | 静態展示 | |
| T.4                  | WH849 EEP-71295                      |          | ドイツ ノルトライン＝ヴェストファーレン州 | ラールブルッホ＝ヴェーツェ・eV・イギリス空軍博物館                  | 公開     | 静態展示 | |
| T.4                  | WJ874 EEP-71367                      |          | イギリス コーンウォール州                 | コーンウォール航空遺産センター                                      | 公開     | 静態展示 | VN799号機の塗装がされている。 |
| T.4                  | XH584 EEP-71415                      |          | イギリス サウスヨークシャー州             | サウスヨークシャー航空機博物館                                      | 公開     | 静態展示 | 機首部のみ現存。 |
| T.4                  | WT483 EEP-71438                      | 写真     | マルタ ルア市                             | マルタ国際空港                                                      | 公開     | 保管中   | 管制塔の隣に保管されている。 |
| T.4                  | WT492 A84-502 EEP-71469              |          | オーストラリア ニューサウスウェールズ州   | HARS航空博物館                                                      | 公開     | 静態展示 | |
| T.4                  | WJ617 459 (SAAF) HP.184B             |          | 南アフリカ ハウテン州                     | ウォータークルーフ空軍基地                                          | 公開     | 静態展示 | 基地前に展示されている。製造番号はEEP-71546ともされるが、整合性がとれない。 |
| T.4                  | WJ991 457 (SAAF) EEP-71543           |          | 南アフリカ ハウテン州                     | 南アフリカ空軍博物館本館                                            | 公開     | 静態展示 | 機首はB.2に付け替えられている。 |
| T.4                  | WK146 R2/EA3/6660                    |          | イギリス サリー州                         | ガトウィック航空博物館                                              | 公開     | 静態展示 | 旧塗装 |
| T.4                  | IQ999 (IAF) EEP-71612                | 写真     | インド マハーラーシュトラ州               | ケデット丘(Cadet Hill)                                              | 公開     | 静態展示 | デオラリ市南西部の丘の上に展示されている。 |
| B.6 B.15             | WT205 SH.1710                        |          | イギリス ケント州                         | イギリス空軍マンストン歴史博物館                                    | 公開     | 静態展示 | 機首部のみ現存。 |
| B.6                  | XH567 EEP-71398                      |          | アメリカ ワシントン州                     | 高高度マッピングミッション社                                        | 非公開   | 飛行可能 | |
| B.6 B(I).8           | WT333 EEP-71470                      | 写真     | イギリス レスターシャー州                 | ブランティンソープ試験場                                            | 公開     | 静態展示 | 運用可能状態に保たれており、公開日には動態展示状態となる。 |
| B(I).6               | WT309 EEP-71436                      |          | イギリス ハンプシャー州                   | ファーンバラ航空科学トラスト博物館                                  | 公開     | 静態展示 | |
| B(I).6               | WT319 EEP-71475                      | 写真     | イギリス サウスヨークシャー州             | サウスヨークシャー航空機博物館                                      | 公開     | 静態展示 | 機首部のみ現存。 |
| PR.7                 | WH779 EEP-71251                      | 写真     | イギリス サウスヨークシャー州             | サウスヨークシャー航空機博物館                                      | 公開     | 静態展示 | 機首部のみ現存。 |
| PR.7                 | WH791 EEP-71273                      |          | イギリス ノッティンガムシャー州           | ニューアーク航空博物館                                              | 公開     | 静態展示 | WH792号機の塗装がされている。 |
| PR.7                 | WT532 EEP-71449                      |          | イギリス ドーセット州                     | ボーンマス航空博物館                                                | 公開     | 静態展示 | 機首部のみ現存。 |
| PR.7                 | WT536 EEP-71472                      | 写真     | イギリス サウスヨークシャー州             | サウスヨークシャー航空機博物館                                      | 公開     | 静態展示 | 機首部のみ現存。 |
| B(I).8 B(I).58       | BF597 (IAF) EEP-005                  |          | インド カルナータカ州                     | HAL遺産センター・航空宇宙博物館                                     | 公開     | 静態展示 | ヒンドゥスタン・エアロノウティクス社の運営する博物館にある。 |
| B(I).8               | WT346 EEP-71506                      | 写真     | ニュージーランド カンタベリー地方         | ニュージーランド空軍博物館                                          | 公開     | 保管中   | 解体状態で保管されている。 |
| B(I).8 B(I).58       | XH237 IF907 (IAF) EEP-71548          |          | インド デリー首都圏                       | インド空軍博物館                                                    | 公開     | 静態展示 | |
| B(I).8 B(I).58       | XH240 IF910 (IAF) EEP-71558          | 写真     | インド マハーラーシュトラ州               | ロへガオン空軍基地                                                  | 非公開   | 静態展示 | 現役の基地内にあるため、基地公開時を除き見ることはできない。 |
| B(I).8               | XM264 8227M EEP-71624                |          | ドイツ ラインラント＝プファルツ州         | ピーター・ユニォア飛行機展示場                                      | 公開     | 静態展示 | |
| B(I).8               | XM279 EEP-71648                      | 写真     | イギリス サウスヨークシャー州             | サウスヨークシャー航空機博物館                                      | 公開     | 静態展示 | 機首部のみ現存。 |
| PR.9                 | XH131 SH.1721                        |          | イギリス 北アイルランド                   | アルスター航空協会                                                  | 公開     | 静態展示 | |
| PR.9                 | XH166 341 (FACh) SH.1730             |          | チリ 首都州                               | 国立航空宇宙博物館                                                  | 公開     | 静態展示 | |
| PR.9                 | XH171 SH.1735                        |          | イギリス シュロップシャー州               | イギリス空軍博物館コスフォード館                                    | 公開     | 静態展示 | |
| PR.9                 | XH173 343 (FACh) SH.1737             |          | チリ 首都州                               | 国立航空宇宙博物館                                                  | 公開     | 静態展示 | |
| PR.9                 | BAPC.518                             |          | イギリス ノッティンガムシャー州           | ニューアーク航空博物館                                              | 公開     | 静態展示 | 操縦席部分のみ現存。 |
| B(I).12 B(I).58      | NZ6109 (RNZAF) F1188 (IAF) EEP-71662 |          | インド マハーラーシュトラ州               | シュリ・シヴァジ予備軍学校                                          | 公開     | 静態展示 | IF908の塗装がされている。横からの写真 |
| 20 21                | A84-201 1                            | 写真     | オーストラリア クイーンズランド州         | アンバーリー航空遺産センター                                        | 公開     | 静態展示 | オーストラリアで初めて生産されたキャンベラ。Mk.21の試作機に改造された。センターから離れた場所にあり、遺産センターのツアーで通り掛かるが、許可なく立ち寄ることはできない                                          |
| 20 21                | A84-203 3                            | 写真     | オーストラリア ニューサウスウェールズ州   | エヴァンズヘッド記念飛行場                                          | 公開     | 静態展示 | |
| 20 21                | A84-204 4                            | 写真     | オーストラリア クイーンズランド州         | ミエンダラANZAC記念博物館                                           | 公開     | 静態展示 | ANZACについて扱った博物館に展示されている。 |
| 20                   | A84-207 7                            | 写真     | ニュージーランド オタゴ地方               | 国立輸送・玩具博物館                                                | 公開     | 静態展示 | 屋外の支柱上に展示されている。旧塗装 |
| 20                   | A84-208 8                            |          | オーストラリア ヴィクトリア州             | ロン・シュナイダー氏(Ron Schneider)                                 | 非公開   | 保管中   | 解体状態で保管されている。 |
| 20                   | A84-209 9                            | 写真     | オーストラリア ニューサウスウェールズ州   | カムデン・ミュージアム・オヴ・エイヴィエーション                    | 非公開   | 静態展示 | |
| 20                   | A84-210 10                           |          | オーストラリア クイーンズランド州         | ベック軍事博物館 (Beck Military Museum)                             | 非公開   | 保管中   | 予約制の博物館で保管されている。 |
| 20                   | A84-219 19                           | 写真     | オーストラリア クイーンズランド州         | アレックス・キャンベル公園                                          | 公開     | 静態展示 | |
| 20                   | A84-222 22                           |          | オーストラリア ヴィクトリア州             | オーストラリア国立航空博物館                                        | 非公開   | 保管中   | |
| 20                   | A84-223 23                           | 写真     | オーストラリア ニューサウスウェールズ州   | ウィリアムタウン空軍基地                                            | 非公開   | 静態展示 | かつてテモラ航空博物館が所有していたが、飛行可能まで修復できなかったことから博物館から売却された。基地北西部にある白い大きな建物の東隣の建物前に展示されている。基地公開日のみ見学できる。                       |
| 20                   | A84-224 24                           | 写真     | オーストラリア ヴィクトリア州             | (個人所有)                                                          | 非公開   | 保管中   | |
| 20                   | A84-225 25                           |          | オーストラリア クイーンズランド州         | クイーンズランド航空博物館                                          | 公開     | 静態展示 | |
| 20                   | A84-226 26                           | 写真     | オーストラリア ヴィクトリア州             | オーストラリア国立航空博物館                                        | 公開     | 静態展示 | |
| 20                   | A84-230 30                           |          | オーストラリア ウェスタンオーストラリア州 | 航空遺産博物館                                                      | 公開     | 静態展示 | |
| 20                   | A84-232 32                           |          | オーストラリア ヴィクトリア州             | アヴァロン空港                                                      | 公開     | 静態展示 | 旧塗装 |
| 20                   | A84-234 34                           |          | オーストラリア ヴィクトリア州             | オーストラリア空軍博物館                                            | 非公開   | 保管中   | |
| 20                   | A84-235 35                           |          | オーストラリア ニューサウスウェールズ州   | オーストラリア空軍博物館ワガ別館                                    | 公開     | 静態展示 | |
| 20                   | A84-236 36                           | 写真     | オーストラリア ヴィクトリア州             | オーストラリア空軍博物館                                            | 公開     | 静態展示 | |
| 20                   | A84-238 38                           | 写真     | オーストラリア クイーンズランド州         | ウィローバンク・キャラヴァン・パーク (Willowbank Caravan Park)      | 公開     | 静態展示 | 厳密にはパークの南側にある空き地に史跡として展示されている。風防が損傷している。 |
| 20                   | A84-240 40                           |          | ニュージーランド カンタベリー地方         | ニュージーランド空軍博物館                                          | 公開     | 静態展示 | |
| 20                   | A84-241 41                           | 写真     | オーストラリア サウスオーストラリア州     | ウーメラ・ミサイルパーク                                            | 公開     | 静態展示 | |
| 20                   | A84-242 42                           | 写真     | オーストラリア クイーンズランド州         | アンバーリー航空遺産センター                                        | 公開     | 修復中   | 外部修復が完了したため、内装を修復している。 |
| 20                   | A84-245 45                           |          | オーストラリア ヴィクトリア州             | 防衛科学技術庁メルボルン支部                                        | 非公開   | 静態展示 | 遷音速風洞実験棟の外に展示されている。国防施設のため、許可を得なければ入ることはできない。 |
| 20                   | A84-247 47                           | 写真     | オーストラリア 首都特別地域               | オーストラリア戦争記念館                                            | 非公開   | 保管中   | 解体状態で復元を待っている。 |
| 20                   | A84-248 48                           | 写真     | オーストラリア クイーンズランド州         | ウィローバンク・キャラヴァン・パーク                                | 公開     | 静態展示 | 厳密にはパークの南側にある空き地にある。A84-238号機の南南西350mの位置に放置されている。 |